# Мінськ-Мазовецький
Мі́нськ-Мазове́цький (пол. Mińsk Mazowiecki) — місто в центрально-східній Польщі. Адміністративний центр Мінського повіту Мазовецького воєводства.
Належить до Варшавської агломерації

## Демографія
Демографічна структура станом на 31 березня 2011 року:
|          | Загалом | Допрацездатний вік | Працездатний вік | Постпрацездатний вік |
| -------- | ------- | ------------------ | ---------------- | -------------------- |
| Чоловіки | 18730   | 4132               | 12834            | 1764                 |
| Жінки    | 20617   | 3851               | 12398            | 4368                 |
| Разом    | 39347   | 7983               | 25232            | 6132                 |